# Čingi-Lingi
Čingi-Lingi je naselje u Općini Molve. 
Na popisu 2001. imalo je svega četiri stalna stanovnika, što nije čudno jer je nastalo kao vikendaško naselje uz istoimeno jezero i oživi samo ljeti, kad ondje borave stotine ljudi u vikendicama, uglavnom iz Bjelovara.
Nalazi se u prirodnom okruženju uz rijeku Dravu i glavno je turističko odredište Općine i cijele okolice.

## Stanovništvo
| broj stanovnika |       |       |       |       |       |       |       |       |       |       |       |       |       |       | 4     | 9     | 19    |
|                 | 1857. | 1869. | 1880. | 1890. | 1900. | 1910. | 1921. | 1931. | 1948. | 1953. | 1961. | 1971. | 1981. | 1991. | 2001. | 2011. | 2021. |